# Montefalco Sagrantino
Montefalco Sagrantino è la  denominazione di origine controllata e garantita di un vino prodotto in provincia di Perugia.

## Zona di produzione
La zona di produzione delle uve comprende le aree vitate presenti nel comune di Montefalco e in parte in quelli di Bevagna, Castel Ritaldi, Giano dell'Umbria e Gualdo Cattaneo in provincia di Perugia.

## Storia
Plinio il Vecchio parla di un'uva locale detta "Itriola", ma non si riferisce all'uva Sagrantino, originaria  dall'Asia Minore e probabilmente portata nel XIV o XV secolo dai frati francescani.
La fonte più antica sulla coltivazione del Sagrantino a Montefalco risale al 1549 e consiste in un ordine di mosto da parte di un mercante di Trevi..

Già nel 1575 risulta esistere un vigneto di uve Sagrantino, composto da quattro "pergole"..
Il giurista Bartolomeo Nuti, nell'agosto 1598, scrive: «Un altro modo di fare il vino rosso è in Foligno. Se metta in una botte, o carrato sagrantino, o, uva negra sgranata quanto pare un poco acciaccata et se riempia de mosto ciò che sia et se lassi così.» .
La versione secca del Sagrantino appare solamente nel 1925, quando a Montefalco nella mostra Regionale di Vini ed Olii la Cantina Scacciadiavoli presenta un "Sagrantino Asciutto".
Nel secolo XXI rimane ancora il ricordo di quando ogni famiglia contadina coltivava qualche pianta di Sagrantino per produrre qualche bottiglia passito da bere alle festività; nei vigneti dei monasteri di Santa Chiara e di San Leonardo sono ancora coltivati vecchi vigneti di Sagrantino.

## Tecniche di produzione
Le operazioni di vinificazione, ivi compreso l’affinamento obbligatorio e l’appassimento delle uve, e di imbottigliamento, devono essere effettuate nell’ambito territoriale dei comuni compresi, anche solo parzialmente, nella zona di produzione
tenuto conto dei diritti acquisiti, potranno continuare a svolgere le suddette operazioni le aziende ricadenti nei comuni di Foligno e Spoleto che già dispongono della relativa autorizzazione
Nel caso della tipologia "Secco" con menzione "Vigna" non può essere effettuato alcun tipo di aumento del titolo alcolometrico volumico naturale delle uve.
versione Passito viene ammessa, oltre all’appassimento naturale, la pratica del controllo dell’umidità. vietato il ricorso al riscaldamento.
la specificazione di tipologia "Secco" è facoltativa mentre è obbligatoria la specificazione di tipologia "Passito":
Le bottiglie devono essere di vetro scuro e chiuse con tappo in sughero.

## Disciplinare
La DOC è stata approvata con DPR 30.10.1979 G.U.108

La DOCG è stata riconosciuta con DM 05.11.1992 G.U. 269

Successivamente il disciplinare ha subito le seguenti modifiche:
- DM 20.06.2002 G.U. 158
- DM 01.09.2009 G.U. 210
- DM 30.11.2011 Pubblicato sul sito ufficiale del Mipaaf

La versione in vigore è stata approvata con DM 07.03.2014  pubblicato sul sito ufficiale del Mipaaf

## Tipologie

### Sagrantino secco
|                                | Secco                                        | Vigna      |
| uvaggio                        | Sagrantino 100%                              |            |
| titolo alcolometrico minimo    | 13,00%                                       | 13,50% vol |
| acidità totale minima          | 4,50 g/l.                                    |            |
| estratto secco minimo          | 26,00 g/l                                    |            |
| resa massima di uva per ettaro | 80 q.                                        |            |
| resa massima di uva in vino    | 65%                                          |            |
| invecchiamento                 | 33 mesi, di cui almeno 12 in botti di rovere |            |
| affinamento in bottiglia       | 4 mesi                                       |            |

### Sagrantino passito
| uvaggio                        | Sagrantino 100%                              |
| titolo alcolometrico minimo    | 18,00% vol                                   |
| zuccheri residui               | da 80 a 180 g/l.                             |
| acidità totale minima          | 4,50 g/l.                                    |
| estratto secco minimo          | 35,00 g/l.                                   |
| resa massima di uva per ettaro | 80 q.                                        |
| resa massima di uva in vino    | 35%                                          |
| invecchiamento                 | 33 mesi, di cui almeno 12 in botti di rovere |